# Nové německé divadlo v Praze
Nové německé divadlo (německy Neues deutsches Theater), stojící na pražských Vinohradech, vedle Wilsonova nádraží, bylo v letech 1888 až 1938 divadelním centrem českých Němců (včetně německy hovořících Židů) a jedním z nejvýznamnějších pražských divadel té doby. Divadlo vzniklo jako náhrada za požárně a reprezentativně nevyhovující budovu Stavovského divadla - a také jako reakce na vznik českého Národního divadla v době stupňujícího se národnostního soupeření. Mezi lety 1933 až 1938 se Nové německé divadlo stalo důležitým antifašistickým střediskem, kde působili významní umělci, jež byli pro svůj rasový původ nebo politickou orientaci nuceni uprchnout z nacistického Německa (a po anšlusu i z Rakouska). Dnes v původní budově Nového německého divadla působí Státní opera Praha.

## Založení Nového (národního) německého divadla vPraze

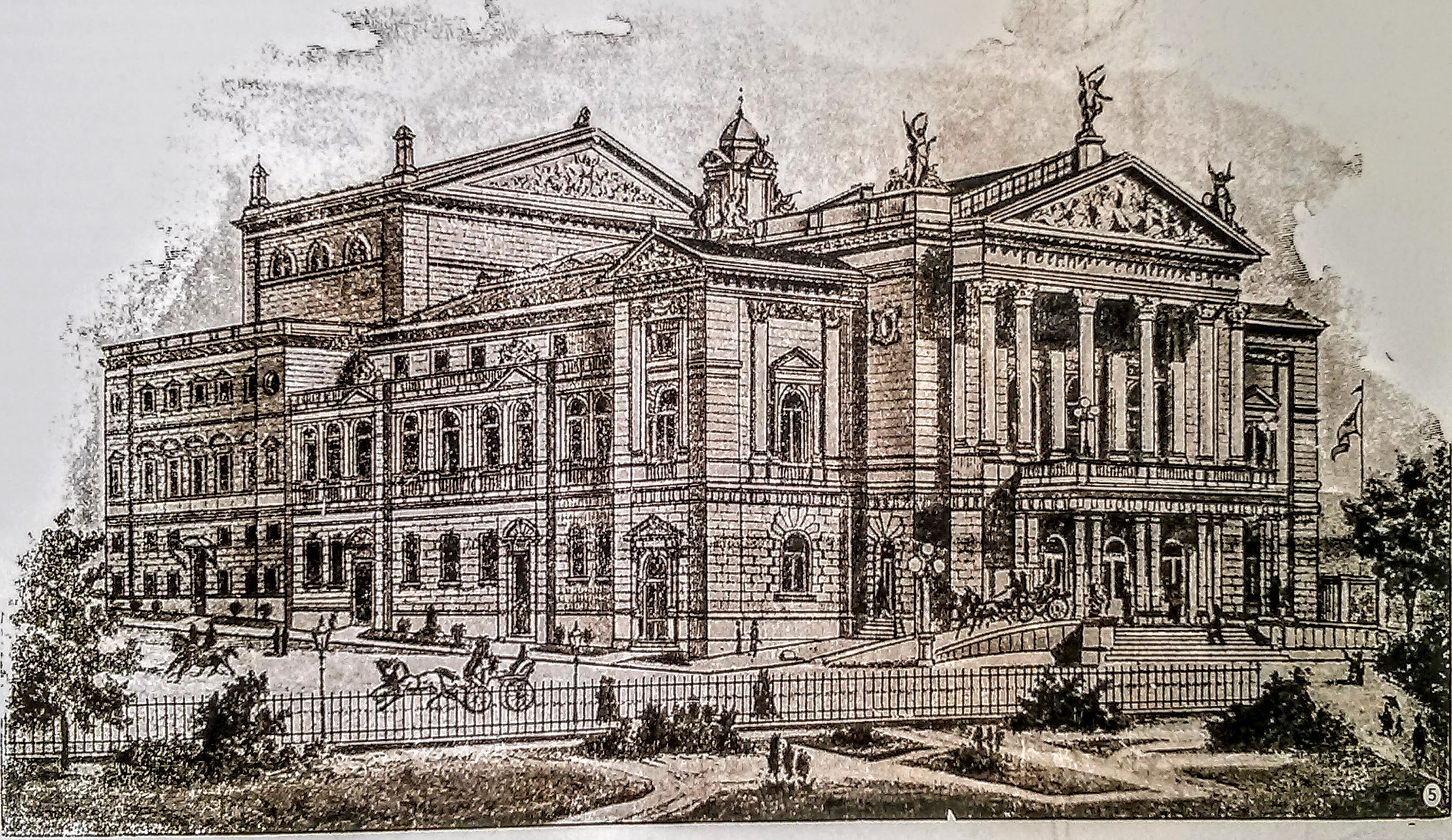
Nové německé divadlo v Praze z doby jeho vzniku - 1888

Hlavní divadelní scénou v Praze a zemi bylo Stavovské divadlo na Ovocném trhu, které bylo otevřeno v roce 1783 jako Hraběcí Nostické Národní divadlo s němčinou jako hlavní jevištní řečí. Důvodem bylo, že v českém království byla kvůli postupné germanizaci po Bílé Hoře jazykem elit němčina, stejně jako v celé Habsburské monarchii. Divadelnictví mělo v 19. století centrální roli v kultuře a Stavovské divadlo neodpovídalo technicky ani reprezentativně své roli. Zásadní okolností, která vedla k založení Nového německého Národního divadla, bylo zřízení velkolepého českého Národního divadla v roce 1883. Stavbou reprezentativního českého Národního divadla mezi pražskými Němci v podstatě vrcholily pocity druhořadosti, které v nich s rostoucí českou emancipací sílily už několik předešlých let. Impulzem k plánům na novou budovu byl tragický požár ve vídeňském Ringtheater, který vedl k zpřísnění pravidel ohledně únikových schodišť a východů. Zřizovatel Zemského německého divadla, Zemský sněm, proto rozhodl o výstavbě nového divadla.
Dne 4. února 1883 byl ustaven Německý divadelní spolek (Deutscher Theaterverein), jehož cílem bylo v prvé řadě nashromáždit finanční prostředky. Ludvová Jitka uvádí, že nové německé divadlo bylo od počátku plánováno jako divadlo soukromé. Jan Galeta naopak uvádí výrazně odlišný kontext vzniku divadla. Podle něj Čeští Němci požadovali, aby Německé Národní divadlo financoval Zemský sněm podobně, jako předtím české Národní divadlo. Kvůli skandálu ohledně tajné přípravy a vysokých nákladů ovšem po zásahu Taaffeho vlády ke schválení zemských prostředků nedošlo. Čeští Němci ovšem uspořádali sbírky podobně jako dříve Češi a své národní divadlo postavili ze soukromých peněz (včetně příspěvků od města Jihlavy nebo císaře). Přes silně národnostně vypjatý vznik však budova samotná německou identitu vizuálně zobrazovala jen velmi omezeně, a to bustami tří velikánů (Goethe, Mozart, Schiller) a nápisem na budově.

## Popis budovy a výzdoba

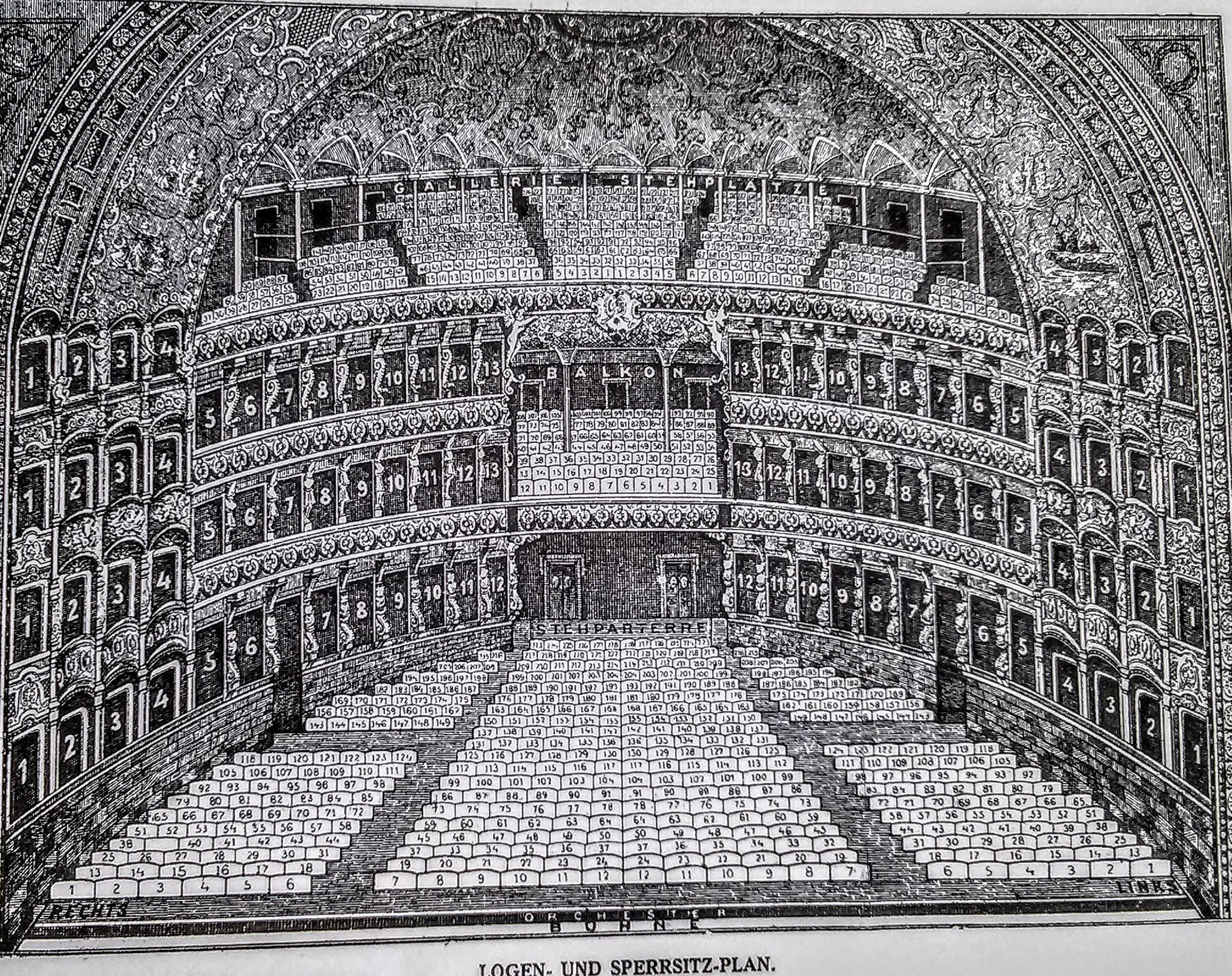
Nové německé divadlo 1888, plán hlediště.

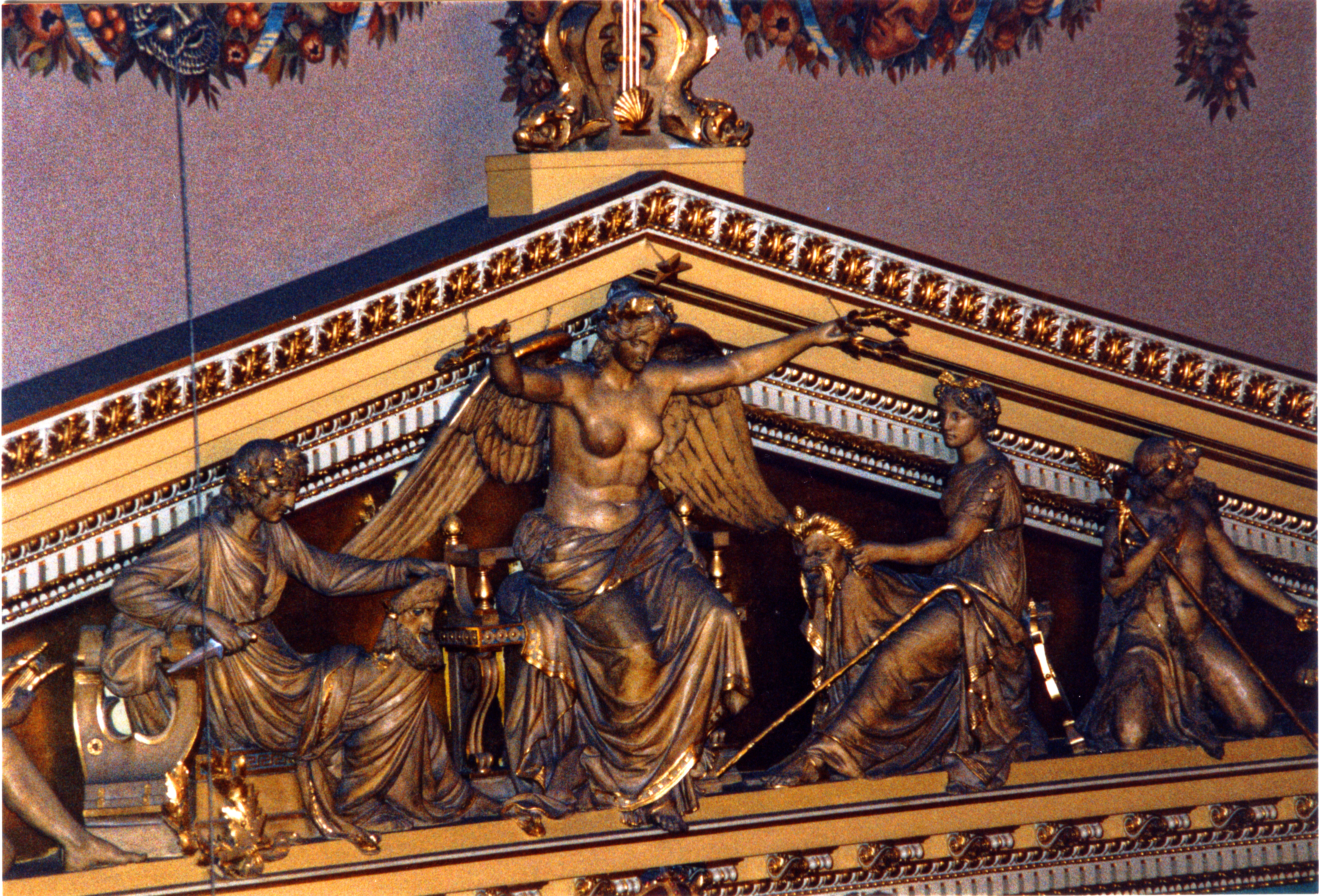
Tympanon s reliéfem vídeňského sochaře Theodora Friedla

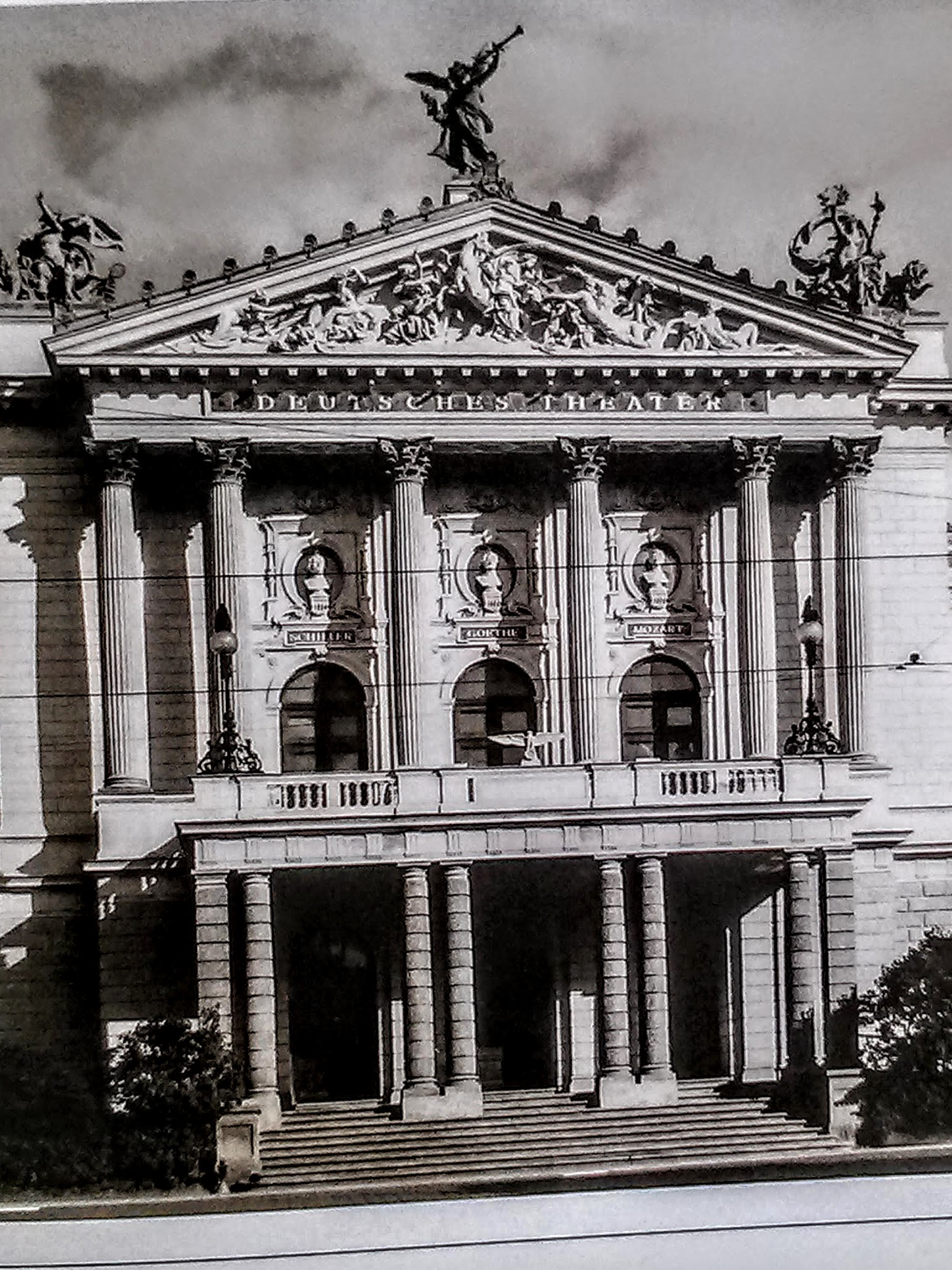
Busty Schillera, Goetha a Mozarta na průčelí budovy

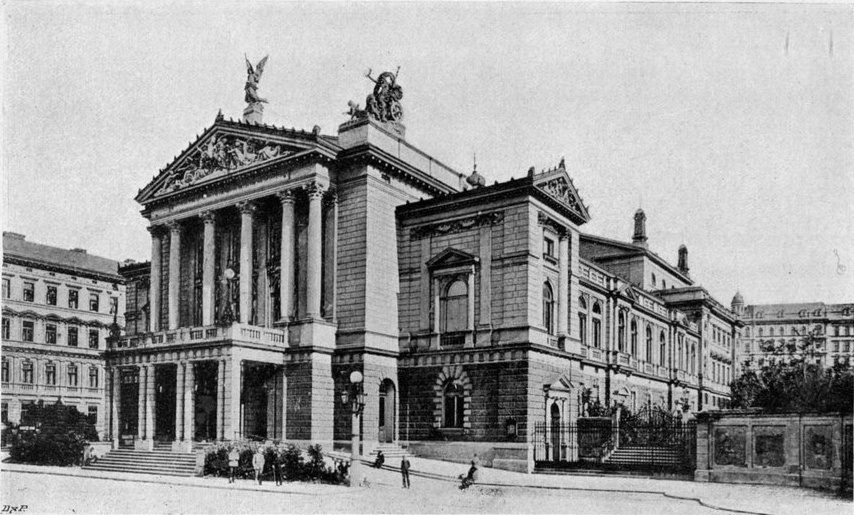
Budova Nového německého divadla na přelomu 19. a 20. století

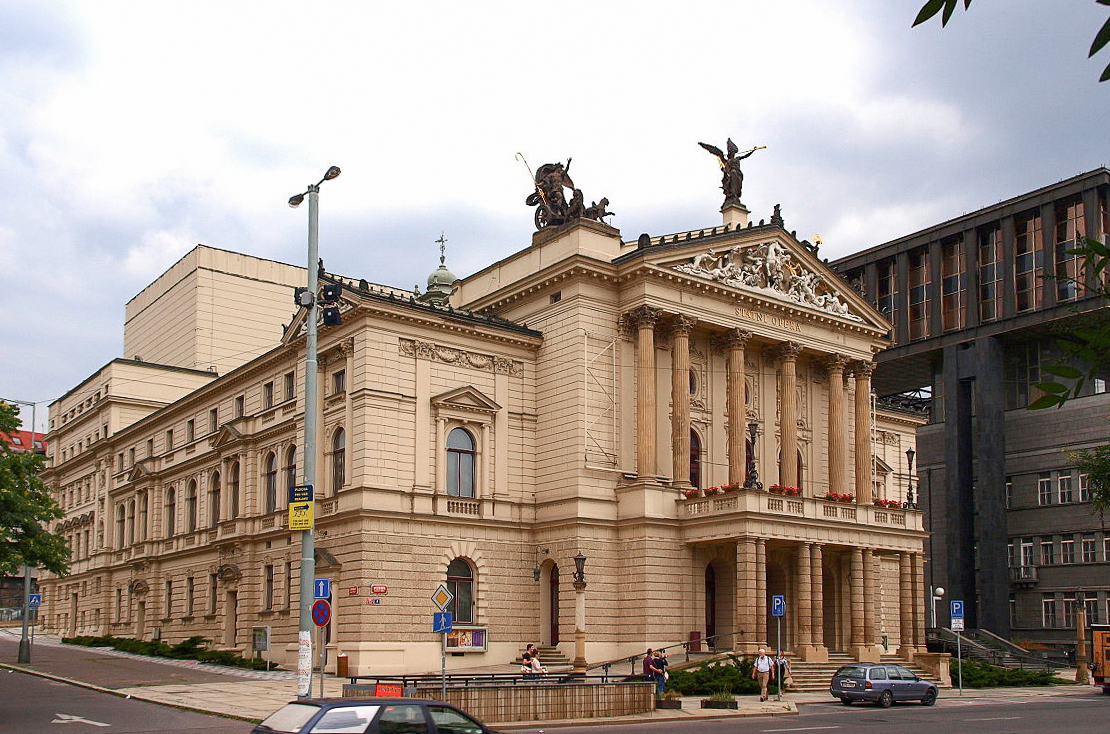
Budova dnešní Státní opery

Plány na výstavbu Nového německého divadla zadal Německý divadelní spolek (Deutscher Theaterverein) vídeňské firmě architektů Ferdinanda Fellnera (1847–1916) a Hermanna Helmera (1849–1919), tvůrců celé řady divadelních budov na území rakousko-uherské monarchie (například v českých zemích divadel v Karlových Varech, Brně, Liberci, Jablonci nad Nisou, Mladé Boleslavi). Na projektu se podílel rovněž architekt vídeňského Burgtheatru Karl Hasenauer, samotnou stavbu vedl pražský architekt Alfons Wertmüller. Na místě bývalého Novoměstského divadla vyrostla za dvacet měsíců velkoryse řešená budova s hlavním průčelím obráceným do tehdejší Sadové (dnes Wilsonovy) ulice, spojující horní část Koňského trhu (dnes Václavského náměstí) s nádražím císaře Františka Josefa (dnes Hlavní nádraží). Tato komunikace – lemovaná železným plotem s akcízem – tvořila tehdy rozhraní mezi pražským Novým městem a ještě samostatným předměstím Královské Vinohrady. Vedle nového divadla se jižně rozprostírala zahrada, ve které byla zřízena restaurace k občerstvení návštěvníků a hudební pavilon pro koncerty. Zahrada padla ve 20. letech 20. století za oběť jedné z finančních krizí divadla, když musela být prodána jako stavební parcela.
Architekti Fellner a Helmer navrhli budovu v novorenesančním slohu, ve druhé polovině 19. století běžně užívaném na městských veřejných budovách (v Praze uplatněném například Josefem Zítkem na Národním divadle, Josefem Schulzem na Národním muzeu, nebo na společném díle obou architektů, Rudolfinu).

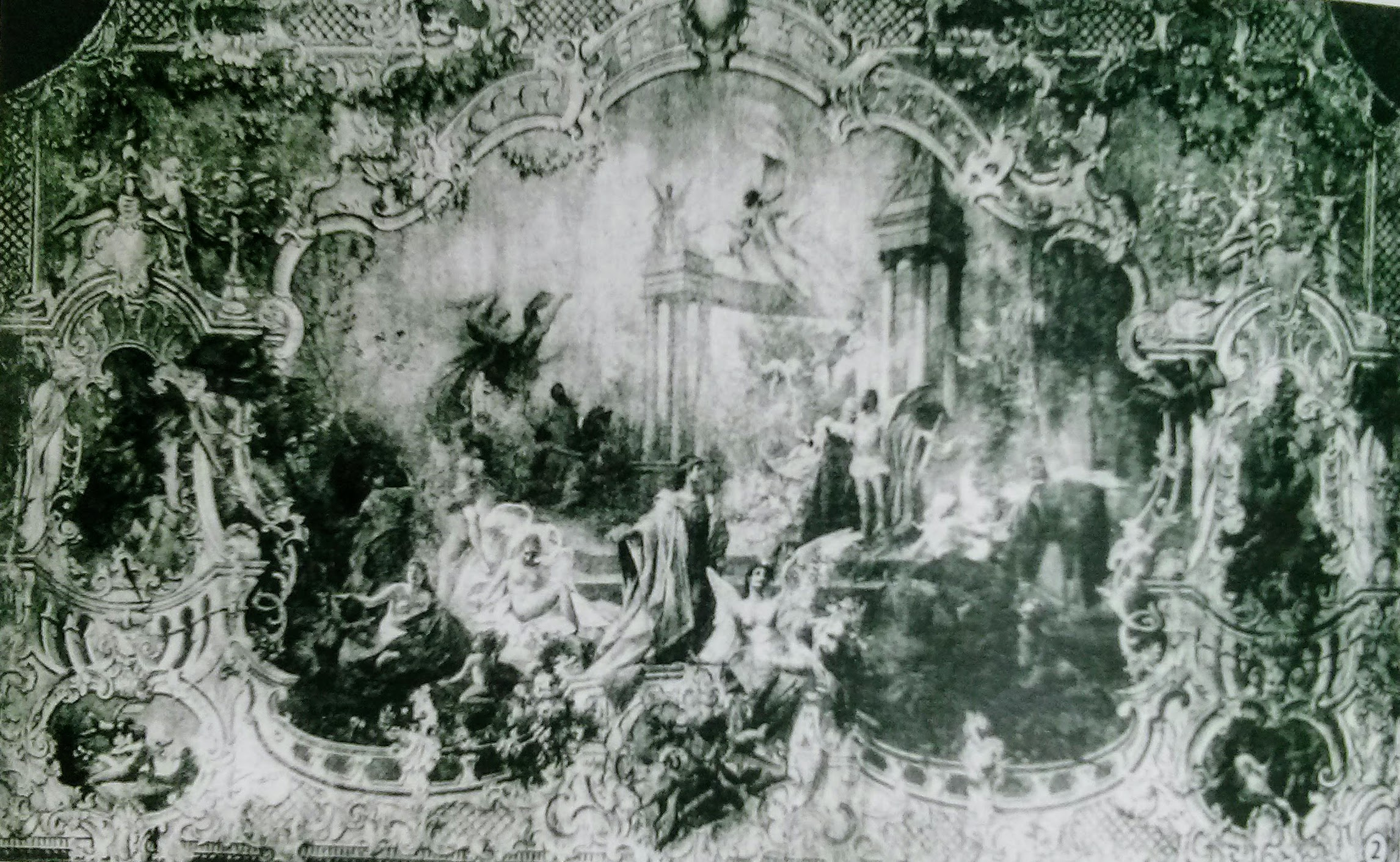
Původní malovaná opona Eduarda Veitha

Průčelí nad vstupním portikem je zvýrazněno šesti korintskými sloupy nesoucími tympanon s reliéfem. Na reliéfu je zpodobněna alegorická postava básníka, který se po smrti Orfea rozsápaného menádami ujímá jeho lyry, vylovené z vln, aby se s ní vznesl na Pegasu do sfér věčné slávy. Vrchol štítu korunuje socha Fámy s pozounem a palmovou ratolestí. Pylony na rizalitových nárožích nesou řecké vozy tažené pantery. Na levém voze stojí Dionýsos, pravý řídí Thalie.  Autorem sochařské výzdoby průčelí je Theodor Friedl (1842–1900).
Nástropní obrazy s bukolickými náměty, zasazené do bohatých rokajových rámců, jsou dílem Eduarda Veitha (1858–1925), který je rovněž autorem dekorativní fresky na stropě hlediště. Byl také autorem malby na původní oponě s personifikacemi Ctností a Neřestí. Veithova opona se ztratila po poslední válce. V roce 2002 vytvořil Antonín Střížek (* 1959) oponu novou na námět Mozartovy Kouzelné flétny. Při poslední rekonstrukci byla v roce 2019 místo ní instalována kopie původní Veithovy opony. (Veith mimo jiné navrhl nástropní fresku i oponu Německého lidového divadla ve Vídni).
Z oválných oken mezi sloupy průčelí shlížely busty Schillera, Goetha a Mozarta, díla sochaře Otto Mentzela (1838–1901), odstraněná ve vzedmuté vlně poválečných protiněmeckých emocí. Boční fasády byly v hledištní části divadla zakončeny terasami. Budova divadla byla původně dominantou v nezastavěném prostoru. Později byl vlevo od divadla postaven dnes již neexistující hotel, vpravo budova Plodinové burzy, která vyrostla na pozemku bývalé divadelní zahrady.
Kapacita divadla dosahovala téměř dva tisíce diváků, z toho bylo pět set míst k stání. Divadlo bylo vybaveno kombinovaným elektrickým a plynovým osvětlením a vytápěno čtyřmi ohřívači vzduchu; ventilace vzduchu měla výkon 90000 krychlových metrů za hodinu. Šířka jeviště u portálu byla 13,8 m, vnitřní šířka prostoru jeviště 23 m. Hloubka přední části jeviště činila 16,3 m, zadní části 8,7 m. Celkem byl tedy k dispozici 25 m hluboký prostor. Jeviště od hlediště bylo odděleno jednak dvoudílnou bezpečnostní železnou oponou, jednak malovanou, dnes nedochovanou oponou.
Samotné hlediště bylo na rozdíl od vnějšího pláště budovy pojednáno v neorokokovém stylu a svou bohatou zdobností se dodnes řadí k nejkrásnějším divadelním interiérům v Evropě.

## Provoz divadla
Divadlo zahájilo svou činnost dne 5. ledna 1888 Wagnerovou operou Mistři pěvci norimberští a Beethovenovou operou Fidelio dne 9. 1. 1888. Vedením Nového německého divadla pověřil spolek dosavadního ředitele Stavovského divadla Angelo Neumanna. Neumann získal významné umělce a brzy divadlo pozvedl na vysokou uměleckou úroveň. S větším či menším úspěchem pokračovali ve vedení Nového německého divadla i Neumannovi následovníci Heinrich Teweles, Leopold Kramer, Robert Volkner a Paul Eger.
Za vedení Angela Neumanna a dirigentů Alexandra Zemlinského (ten byl po Neumannově smrti v roce 1910 v letech 1911–1927 šéfem opery) a Georga Szélla (od roku 1927) se Nové německé divadlo stalo operní scénou mezinárodního významu, jehož dramaturgie obsáhla nejvýznamnější díla soudobé opery (Ernst Křenek, Paul Hindemith, Erich Wolfgang Korngold, Franz Schreker) i opery pražských německých skladatelů (Fidelio Friedrich Finke, Theodor Veidl, Hans Krása aj.).
Počínaje rokem 1920, kdy došlo ze strany českých divadelníků k jednostrannému záboru Královského zemského německého divadla a jeho přejmenování na Stavovské divadlo, stalo se Nové německé divadlo pro celé další období První republiky jediným velkým německým divadlem na území hlavního města.

## Činohra a období antifašismu 30. let
Vedle opery působila v Novém německém divadle od samého počátku i německá činohra. Na místním jevišti se uplatňovali jak ryze německy hovořící činoherní herci, tak i česko-němečtí bilingvní herci. Působil zde například Walter Taub. V Novém německém divadle začínal ve svých prvních rolích Herbert Lom.

Během celé první republiky se Nové německé divadlo profilovalo jako liberální. Vzhledem k tomu, že mnozí jeho herci byli v nějakém smyslu antifašisté, sehrálo divadlo důležitou roli v době sílícího nacistického nebezpečí. Stalo se útočištěm umělcům působícím v Německu, kteří kvůli začínajícím nepokojům nemohli působit ve svých původních divadlech v Německu. Někdy kvůli svým názorům, později i kvůli rasovému původu. Zpočátku to byli herci levicově, antifašisticky orientovaní, později také herci židovského původu. Příkladem herce, který v sobě obě kategorie propojoval, byl například Fritz Valk.

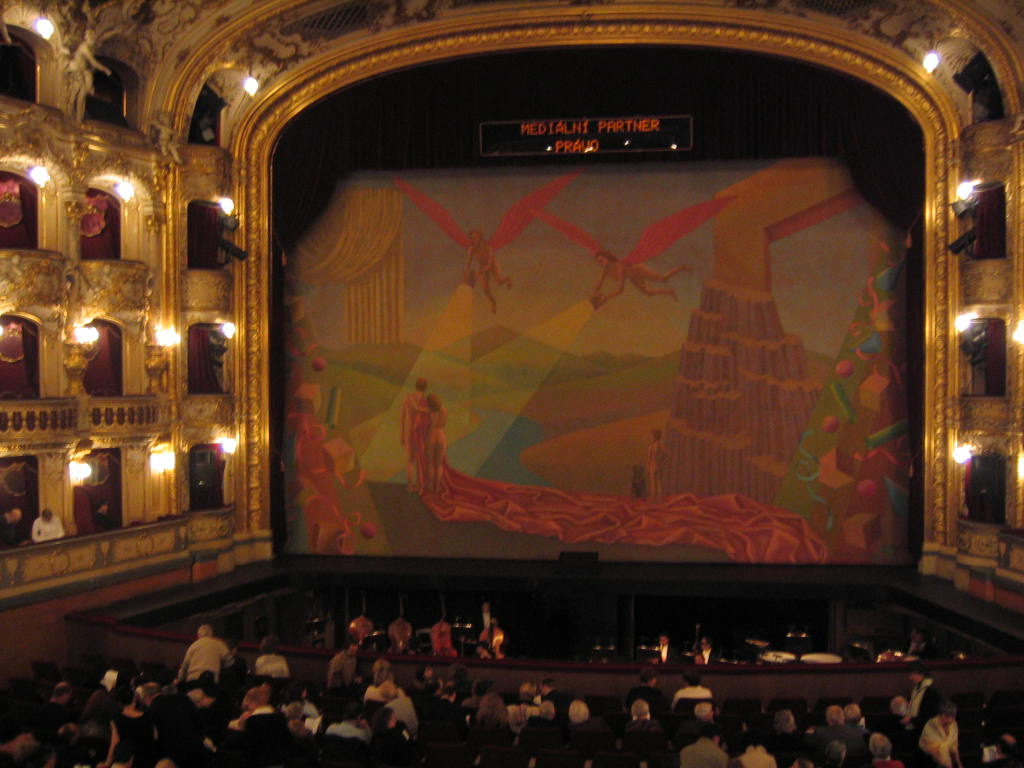
Opona ve Státní opeře Praha, roku 2019 nahrazena replikou původní Veithovy opony.

V duchu jednotného kulturního antifašistického smýšlení byl také na přelomu léta a podzimu roku 1935 založen Klub českých a německých divadelníků (Klub der deutschen und tschechischen Bühnenangehörigen).
Z německé strany pražskou mateřskou organizaci vedli Fritz Valk a Walter Taub, z české Václav Vydra, Karel Dostal a František Salzer. Členy klubu se stala plejáda českých a německých herců napříč kamennými a avantgardními divadly. Nejvýrazněji deklarovali česko-německou vzájemnost uvedením lokální frašky Jana Nepomuka Štěpánka Čech a Němec v květnu 1936. Pobočky klubu byly zakládány i v jiných českých městech s výraznou německou menšinou. Divadlo se tedy během třicátých let stalo centrem německé sociálně-demokratické levice, avšak jeho další existence během eskalujícího nacismu na konci 30. let už nebyla myslitelná.

## Ukončení existence divadla
Po mnichovské dohodě se divadlo dostalo do personálních i finančních obtíží. Řada členů souboru – členů Henleinovy Sudetoněmecké strany – odešla do Německa, Prahu opustil i ředitel divadla Eger, který se vrátil do Švýcarska. Zemská správa odmítla vyplatit divadlu obvyklou subvenci s tím, že německé kulturní instituce by měly přesídlit na území Sudet. Současně ztratilo divadlo významné sponzory z řad německých Židů.
Naposledy se v divadle hrálo 25. září 1938, kdy Divadelní spolek vypověděl všechny smlouvy a prodal divadelní budovu československému státu. V průběhu okupace nemělo divadlo pod názvem Německá opera Praha žádný pravidelný provoz, hostovaly zde pouze příležitostně některé německé soubory.

## Historie budovy po roce 1945
Po osvobození byla budova dána k dispozici nově ustavenému Divadlu 5. května, v roce 1948 byla však připojena k Národnímu divadlu jako jeho součást (od listopadu 1949 s názvem Smetanovo divadlo). Teprve v roce 1992 nabylo divadlo zpátky svou samostatnost jakožto Státní opera Praha. Po téměř 20 let fungovala Státní opera Praha jako samostatná instituce se zřizovatelem Ministerstvem kultury ČR. V roce 2012 se budova začlenila do svazku Národního divadla jako Státní opera.

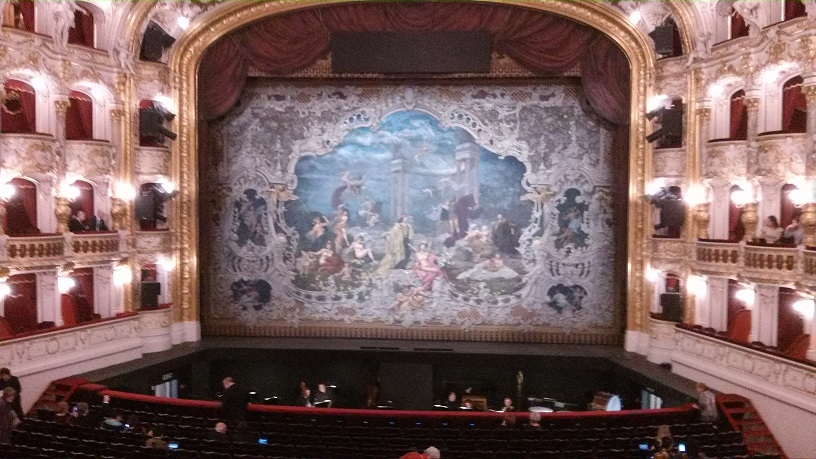
Replika původní opony

V letech 2016–2020 proběhla rozsáhlá rekonstrukce historické i provozní budovy. Během rekonstrukce ve finální hodnotě 1,3 miliardy korun získala budova velkorysé moderní technické zařízení včetně nové točny, zároveň se vizuálně co možná vrátila k původnímu řešení z doby vzniku. Výtvarník a scénograf Martin Černý vytvořil podle staré černobílé fotografie repliku původní opony Eduarda Veitha, která roku 1945 za nevyjasněných okolností zmizela. Barevně je původní Veithova opona zachycena v německém barevném filmu Die Goldene Stadt natáčeném v roce 1942 v Praze. Provoz divadla byl znovu zahájen 5. ledna 2020.
V rámci projektu Musica non grata v dubnu 2024 zazněly dvě na scéně Státní opery dvě jednoaktová hudební dramata, jako připomínka časů slávy německého divadla. Zazněly opery Svatá Zuzana Paula Hindemitha a Florentinská tragédie Alexandra von Zemlinského za podpory českého a spolkového ministerstva kultury ve spolupráci Pera Boye Hansena.